# Kioussiour
Kioussiour est une localité rurale (en) de Russie (un selo) située dans la République de Sakha, précisément dans le district Boulounski, sur la rivière Léna. Seul lieu habité de l'okrug rural du même nom, Kioussiour es à 75 km de la capitale administrative du district, Tiksi. Au recensement de 2010, 1 345 habitants vivent à Kioussiour.

## Histoire
Un goulag est installé dans la localité en 1941 et de nombreux opposants des états baltes, notamment lituaniens, mais aussi des allemands et des finlandais d'Ingrie, y sont déportés. En 1951, Vytenis Andriukaitis, futur ministre de la santé lituanien et commissaire européen à la santé et à la politique des consommateurs, y nait, 10 ans après que ses parents ont été déportés.

## Personnalités liées à la commune
- Vytenis Andriukaitis, ancien ministre de la santé lituanien et commissaire européen à la santé et à la politique des consommateurs dans la commission Juncker, est né en 1951 dans le goulag où sa famille a été déportée.